# Faramarz Zelli
Faramarz Zelli (en persa: فرامرز ظلی‎; Teherán, Irán, 1 de junio de 1942-Teherán, Irán, 1 de abril de 2025) fue un futbolista de Irán que jugó en la posición de guardameta.

## Carrera

### Club
| Periodo   | Club       |
| --------- | ---------- |
| 1961      | Shargh FC  |
| 1961-1962 | Kian FC    |
| 1964-1972 | PAS Tehran |
| 1972-1974 | Taj FC     |

### Selección nacional
Jugó para Irán en dos ocasiones de 1962 a 1969, ganó la Copa Asiática 1968 y la medalla de plata en los Juegos Asiáticos de 1966.

## Palmarés

### Club
- Campeonato de Copa de Fútbol de Irán (3): 1965, 1967, 1968
- Liga de la Provincia de Teherán (2): 1966-67, 1972-73

### Selección nacional
- Copa Asiática (1): 1968